# Boletoid fungi

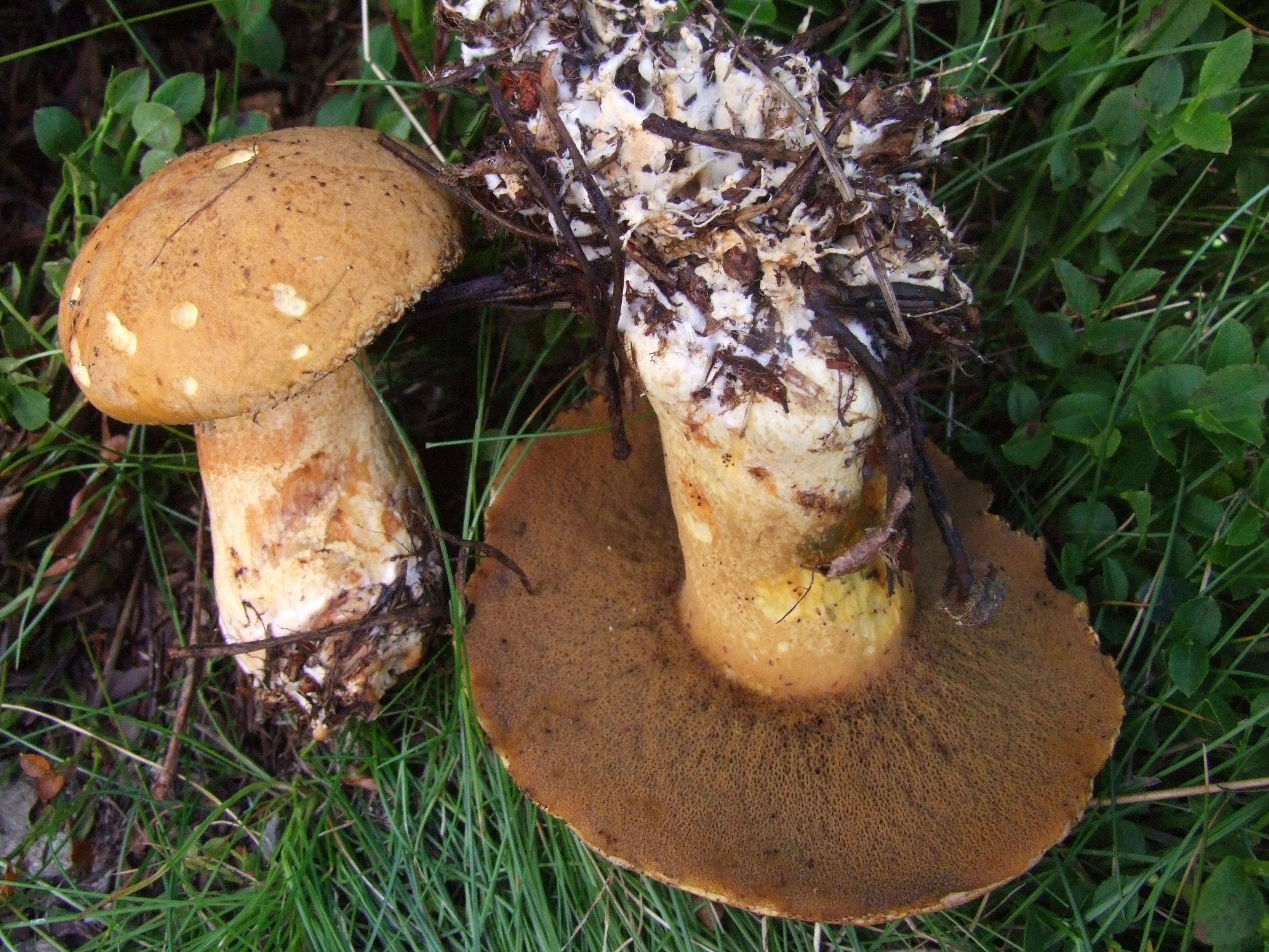
Maślak pstry

Boletoid fungi, boletoid basidiomycetes – grzyby kapeluszowe o rurkowym hymenoforze należące do typu podstawczaków (Basidiomycota). Są mięsiste, wyglądem podobne do borowików (Boletus) i zbudowane z kapelusza i wyraźnie od niego różniącego się trzonu. Dawniej zaliczane były do klasy Hymenomycetes (we współczesnej taksonomiii brak takiego taksonu). Obecnie boletoid fungi należą do monofiletycznego rzędu borowikowców (Boletales), ale nie są to tożsame pojęcia, borowikowce bowiem to takson grupujący gatunki o wspólnej filogenezie i należą do niego nie tylko grzyby o rurkowym hymenoforze, ale także grzyby o innych hymenoforach – blaszkowym, gładkim, grudkowatym, merulioidalnym, boletoid fungi zaś nie są taksonem, lecz nieformalną grupą grzybów grupującą grzyby o podobnej budowie i nie wszystkie borowikowce do nich należą.
Oprócz boletoid fungi wśród grzybów kapeluszowych wyróżnia się grzyby blaszkowe, grzyby hydnoidalne i grzyby kantarelloidalne.